# Шкловський ідол
Шкловський ідол — скульптурне зображення язичницького божества, знайдене в 1963 р біля м. Шклова, на березі р. Серебрянка. Зберігається в Національному музеї історії та культури Білорусі в Мінську.

## Відкриття
Шкловський ідол виявлений в 1963 р хлопчиками з села Старий Шклов на березі р. Серебрянка в урочищі Кукушкін рів. Ідол був виритий дорослими, які дали йому назву «йолоп». Перевезений до Мінська археологом Л. Д. Поболю. При транспортуванні в кузові вантажівки, ідол отримав пошкодження: сильно потерся, трохи стесалося лице.

## Опис
Шкловський ідол представляє з себе погрудний образ чоловіка. Тулуб циліндричний, нижня частина оброблена у вигляді п'єдесталу. Фігура тесана, має вигляд стовпа. Висічена з пісковику, має висоту 1,2 м і вага близько 250 кг. У науковий обіг був введений Г. В. Штиховим.
Ідол має окреслене обличчя з індивідуальними рисами: чітко простежуються очі, причому схожі на закриті, рот і вуса. Тим часом, Шкловський ідол має точні фалічні обриси.

## Проблеми атрибуції
Огляд основних теорій добре був відображений у доповіді Р. Забашти. Проблеми з атрибуцією ідола, часом створення і етнокультурної приналежністю населення, яке поклонялося йому, викликані відсутністю придатних для атрибуції ознак у знахідки. За широко розповсюдженою версією, висунутою Г. В. Штиховим, ідол відноситься до X ст., за іншими — до VI—X ст., VI—VII ст., VI—XIII ст. Всі версії є гіпотетичними і не мають надійного обґрунтування. Ще одну версію висунув Р. Забашта, який на підставі датування археологічних пам'ятників в околицях знахідки — поселення XII—XVII ст., курганського могильника того ж часу, городища та поселення біля нього X—XVI ст., а також датування подібних язичницьких ідолів з Туму (Польща) XII в. і Риги (Латвія) XII—XIII ст., зробив висновок, що Шкловський ідол відноситься до періоду XII—XIII ст.
Р. Забашта також схиляється до версії, що ідол залишило слов'янське населення, але в той же час, відзначає схожість з балтськими ідолами з Риги, ймовірними ідолами зі святилищ Тушемля, Городок, Прудкий (Смоленщина).
Також неможливо співвіднести ідола з певним божеством, але спираючись на непрямі дані, як, наприклад, закриті очі ідола, можна припустити про приналежність божества до хтонічного світу, світу померлих предків. Фалічна форма може свідчити про функції плодючості та родючості.